# Jan Wraży
Jan Wraży (Lwów, 1943. október 10. – 2019. április 7.) válogatott lengyel labdarúgó, középpályás.

## Pályafutása

### Klubcsapatban
1967 és 1970 között a Katowice, 1970 és 1975 között a Górnik Zabrze labdarúgója volt. A Górnikkal két-két bajnoki címet és lengyel kupagyőzelmet ért el. 1975 és 1980 között a francia Valenciennes csapatában játszott.

### A válogatottban
1968 és 1972 között hét alkalommal szerepelt a lengyel válogatottban.

## Sikerei, díjai
Górnik Zabrze
- Lengyel bajnokság
  - bajnok (2): 1970–71, 1971–72
- Lengyel kupa
  - győztes (2): 1971, 1972